# Uarsciek (1937)
| «Воршейх»                                                             | «Воршейх» | «Воршейх» |
| --------------------------------------------------------------------- | --- | --- |
| Uarsciek                                                              | | |
|                                                                       | | |
| Спуск «Воршейха» на воду. Таранто. 19 листопада 1937                  | | |
| Верф                                                                  | Cantieri navali Tosi di Taranto, Таранто | Cantieri navali Tosi di Taranto, Таранто |
| Під прапором                                                          | Королівство Італія | Королівство Італія |
| Належність                                                            | Королівські військово-морські сили Італії | Королівські військово-морські сили Італії |
| Порт приписки                                                         | Таранто Кальярі Пула Мессіна | Таранто Кальярі Пула Мессіна |
| На честь                                                              | міста Воршейх в Італійському Сомалі | міста Воршейх в Італійському Сомалі |
| Закладений                                                            | 2 грудня 1936 | 2 грудня 1936 |
| Спуск на воду                                                         | 19 листопада 1937 | 19 листопада 1937 |
| Введений до складу флоту                                              | 4 грудня 1937 | 4 грудня 1937 |
| На службі                                                             | 1937—1942 | 1937—1942 |
| Загибель                                                              | 15 грудня 1942 року потоплений південніше Мальти есмінцями «Пітард» і «Васілісса Ольга» | 15 грудня 1942 року потоплений південніше Мальти есмінцями «Пітард» і «Васілісса Ольга» |
| Сучасний статус                                                       | затоплений | затоплений |
| Бойовий досвід                                                        | Друга світова війна Битва на Середземному морі * Операція «Гарпун» | Друга світова війна Битва на Середземному морі * Операція «Гарпун» |
| Проєкт                                                                | | |
| Тип ПЧ                                                                | дизель-електричний прибережний підводний човен | дизель-електричний прибережний підводний човен |
| Основні характеристики                                                | | |
| Швидкість (надводна)                                                  | 14 вузлів (26 км/год) | 14 вузлів (26 км/год) |
| Швидкість (підводна)                                                  | 7,5 вузлів (13,9 км/год) | 7,5 вузлів (13,9 км/год) |
| Робоча глибина занурення                                              | 100 м | 100 м |
| Дальність плавання                                                    | 3 180 миль (5890 км) на швидкості 10,5 вузлів (19,4 км) у надводному положенні 74 милі (137 км) на швидкості 4 вузли (7,4 км) у підводному положенні або 7,5 миль (13,9 км) на швидкості 7,5 вузлів (13,9 км) у підводному положенні | 3 180 миль (5890 км) на швидкості 10,5 вузлів (19,4 км) у надводному положенні 74 милі (137 км) на швидкості 4 вузли (7,4 км) у підводному положенні або 7,5 миль (13,9 км) на швидкості 7,5 вузлів (13,9 км) у підводному положенні |
| Екіпаж                                                                | 44 офіцери та матроси | 44 офіцери та матроси |
| Розміри                                                               | | |
| Довжина найбільша (по КВЛ)                                            | 60,18 м | 60,18 м |
| Ширина корпусу найб.                                                  | 6,45 м | 6,45 м |
| Середня осадка (по КВЛ)                                               | 4,6 м | 4,6 м |
| Водотоннажність надводна                                              | 697,25 тонн | 697,25 тонн |
| Силова установка                                                      | | |
| Дизель-електрична: 2 × дизельних двигуни CRDA 2 × електродвигуни CRDA | | |
| Гвинти                                                                | 2 | 2 |
| Потужність                                                            | 4250 к.с. (дизелі) 1390 к.с. (електродвигуни) | 4250 к.с. (дизелі) 1390 к.с. (електродвигуни) |
| Озброєння                                                             | | |
| Артилерія                                                             | 1 × 100-мм зенітна гармата Škoda 10 cm K10 | 1 × 100-мм зенітна гармата Škoda 10 cm K10 |
| Торпедно- мінне озброєння                                             | 6 × 533-мм торпедних апаратів 12 торпед | 6 × 533-мм торпедних апаратів 12 торпед |
| ППО                                                                   | 2 × 12,7-мм зенітних кулемети Breda Model 1931 | 2 × 12,7-мм зенітних кулемети Breda Model 1931 |

«Воршейх» (італ. Uarsciek) — військовий корабель, дизель-електричний прибережний підводний човен 600-тонної серії типу «Адуа» Королівських ВМС Італії за часів Другої світової війни. «Воршейх» був закладений 2 грудня 1936 року на верфі компанії Cantieri navali Tosi di Taranto у Таранто. 19 листопада 1937 року він був спущений на воду, а 4 грудня 1937 року увійшов до складу Королівських ВМС Італії.

## Історія служби
У грудні 1937 року «Воршейх» був направлений до Тобрука, де він служив у 1938 і 1939 роках, проводячи навчання і тренування з іншими підводними човнами Королівства Італія.
На початку Другої світової війни він отримав завдання разом з іншими підводними човнами патрулювати греко-албансько-югославське узбережжя. Після серії патрулів навколо грецьких островів він повернувся до Таранто. На той час «Воршейх» перевели до 46-ї ескадри (IV група підводних човнів), яка базувалася в Таранто.
З 1 до 10 лютого 1941 року «Воршейх» і «Турчезе» знову патрулювали біля грецького та албанського узбережжя, але ворожих суден не помітили. Втретє човни патрулювали в тому ж районі між 2 і 17 березня 1941 року.
Під час битви на Криті, між 19 травня і 2 червня 1941 року, «Воршейх» разом з багатьма іншими підводними човнами створювали захисний екран для між Критом, Соллумом і Александрією.
О 1:40 14 червня 1941 року «Воршейх» під командуванням капітана Рафаелло Аллегрі під час патрулювання біля Філіпвіля виявив групу ворожих кораблів. Човен випустив три торпеди, але не завдав жодної шкоди противникові.
19-31 липня, разом з «Аксум» і «Скуало», патрулювали підступи до Александрії, але знову безуспішно. З 15 жовтня 1941 року він діяв поблизу берегів Киренаїки.
У середині червня 1942 року разом з головними силами італійського флоту брав участь в атаках на конвой «Гарпун» В ході цієї операції «Воршейх» разом з кількома іншими підводними човнами дислокувався на північ від узбережжя Алжиру. 13 червня 1942 року він помітив кораблі з'єднання «X» на чолі з легким крейсером «Каїр» і спробував атакувати, але напад був невдалим.
О 4:38 11 серпня 1942 року «Воршейх» помітив і атакував британський авіаносець «Ф'юріос» трьома торпедами, але атака також була невдалою. Потім його декілька годин контратакували кораблі ескорту глибинними бомбами, але човну вдалося вийти неушкодженим.
Вночі 15 грудня 1942 року «Воршейх» був виявлений вахтовим есмінця «Пітард» південніше Мальти. Оскільки існувала ймовірність того, що британський підводний човен «Амбра» був у цьому районі, був зроблений виклик. Підводний човен не відповів і пірнув на глибину. Есмінець перейшов в атаку і скинув одну глибинну бомбу. Незабаром до нього приєднався грецький есмінець «Васілісса Ольга» і разом вони вступили в бій проти італійської субмарини. В результаті «Воршейх» зазнав серйозних пошкоджень і капітулював. Була зроблена спроба взяти підводний човен на буксир і доставити його на Мальту, але о 11:33 він швидко затонув.